# Novena Compañía del Cuerpo de Bomberos de Santiago
La Novena Compañía del Cuerpo de Bomberos de Santiago, conocida como Bomba Yungay, ubicada en Avenida Compañía de Jesús, en la comuna de Santiago. Fue fundada el día 4 de junio del año 1892, con el objetivo de atender emergencias en el sector sur poniente de la ciudad, debido a que las compañías existentes en ese entonces demoraban en llegar a la zona. Su creación fue impulsada por vecinos del Barrio Yungay, liderados por Aniceto Izaga Costa, quien no solo cedió un espacio para su primer cuartel en la esquina de Libertad con Santo Domingo, sino que también donó un terreno en Matucana con Catedral a la Municipalidad de Santiago, con el fin de que fuera destinado a la compañía o a cualquier otra que lo necesitara.
Desde sus inicios, la Novena Compañía adoptó como lema “Deber y Abnegación”, y el color granate como su distintivo institucional. [cita requerida]

## Historia
El primer incendio al que concurrieron ocurrió el 5 de septiembre de 1892 en el edificio de La Moneda, considerado su bautismo de fuego. Aquel día, acudieron con 19 voluntarios bajo el mando del Capitán Casimiro Domeyko Sotomayor, trabajando en conjunto con la Quinta Compañía.

#### Carros históricos
En sus primeros años, contaron con carros históricos como la bomba a palanca denominada “Mapocho”, una máquina manual proveniente de la Primera Compañía, como también "El Gallo porta-mangueras", un carro tirado por caballos que transportaba mangueras y accesorios.

#### Mártires
El 14 de agosto de 1983, tres voluntarios —Gino Bencini, Raúl Olivares Agar y Cristián Vásquez Peragallo— fallecieron en un incendio en la intersección de San Pablo con Libertad, cuando una muralla colapsó sobre ellos. Posteriormente, el 6 de julio de 2008, falleció en acto de servicio el voluntario Juan Guillermo Aranda Pizarro, durante un incendio en la Compañía de Jesús con García Reyes.

##### Personajes Importantes
La compañía también ha estado ligada a importantes figuras de la historia chilena. Entre ellas destaca su fundador, Aniceto Izaga Costa, quien fue consejero de la Sociedad Nacional de Minería y un activo líder social de su tiempo.
Otro personaje relevante fue Santiago Aldunate Bascuñán, primer capitán de la Novena, abogado, diplomático y político chileno, que ejerció cargos como Ministro de Guerra y Marina, presidente de la Cámara de Diputados y embajador en diversos países.
También sobresale Guillermo Pérez de Arce Plummer, fundador, capitán y posteriormente superintendente de la compañía, quien fue senador de la República, representando al Partido Agrario Laborista, y participó en comisiones permanentes del Congreso, como la de Obras Públicas y Vías de Comunicación.

##### Brigada Juvenil
En 1996, surge la Brigada Juvenil de la Novena Compañía, con motivo de la constante presencia de niños como hijos y sobrinos de voluntarios en el cuartel. Esta iniciativa fue dirigida inicialmente por los voluntarios Francisco Escobar Alarcón y Marcelo Crespo, quienes promovieron la formación de jóvenes para la institución. El primer uniforme de la brigada consistía en una polera blanca, jeans azules y botas negras, a lo que luego se agregó un quepí negro con el escudo de la compañía. La brigada fue oficialmente bautizada el 14 de agosto de 1996 con el nombre “Mártir Raúl Olivares Agar”, en homenaje al voluntario fallecido en 1983.
La Novena Compañía ha enfrentando emergencias no solo en Santiago, sino también en otras regiones. Más allá de su labor operativa, la compañía ha conservado la memoria histórica, reconociendo y homenajeando a sus mártires y a quienes han contribuido a su desarrollo y crecimiento.